# 25656 Bejnood
25656 Bejnood è un asteroide della fascia principale. Scoperto nel 2000, presenta un'orbita caratterizzata da un semiasse maggiore pari a 2,8672044 UA e da un'eccentricità di 0,1165075, inclinata di 2,12102° rispetto all'eclittica.